# 亚洲电影促进联盟
亚洲电影促进联盟（英文：Network for the Promotion of Asian Cinema，缩写：NETPAC），也译作亚洲电影振兴组织、亚洲电影振兴机构等，是一个泛亚洲文化国际组织，涉及电影批评、电影创作发行行业、电影节等，以促进亚洲电影复兴和发展为己任，被认为是亚洲电影复兴和发展的领头羊。自1990年在印度新德里成立至今，已经拥有29个成员国，目前其总部设在新加坡，现任秘书长为新加坡华裔谢福龙（Philip Cheach）。

## 影響
亚洲电影促进联盟得到联合国教科文组织的支援和帮助，并在国际享有强大的影响力。在24个国际电影节上都颁发其设立的「亚洲影评人联盟奖」（NETPAC Award，依不同场合也译作「亞洲電影評審團獎」、「亞洲電影振興機構獎」、「亞洲電影奈派克獎」、「最佳亞洲影片獎」等），这些电影节如釜山电影节、柏林电影节、戛纳电影节等，遍布于18个国家和四大洲（包括亚特兰大、曼谷、巴塞罗那、柏林、布里斯班、爱沙尼亚、釜山、富川、罗马、鹿特丹、新加坡、台北、沃苏勒和重庆）。

## 期刊
亚洲电影促进联盟旗下拥有季刊《电影玛雅》（Cinemaya），该杂志为大多数亚洲的评论家、作家和学者提供了一个记录和评论亚洲电影的论坛，并最终将他们带入亚洲电影联盟。。